# Saeed Jalili

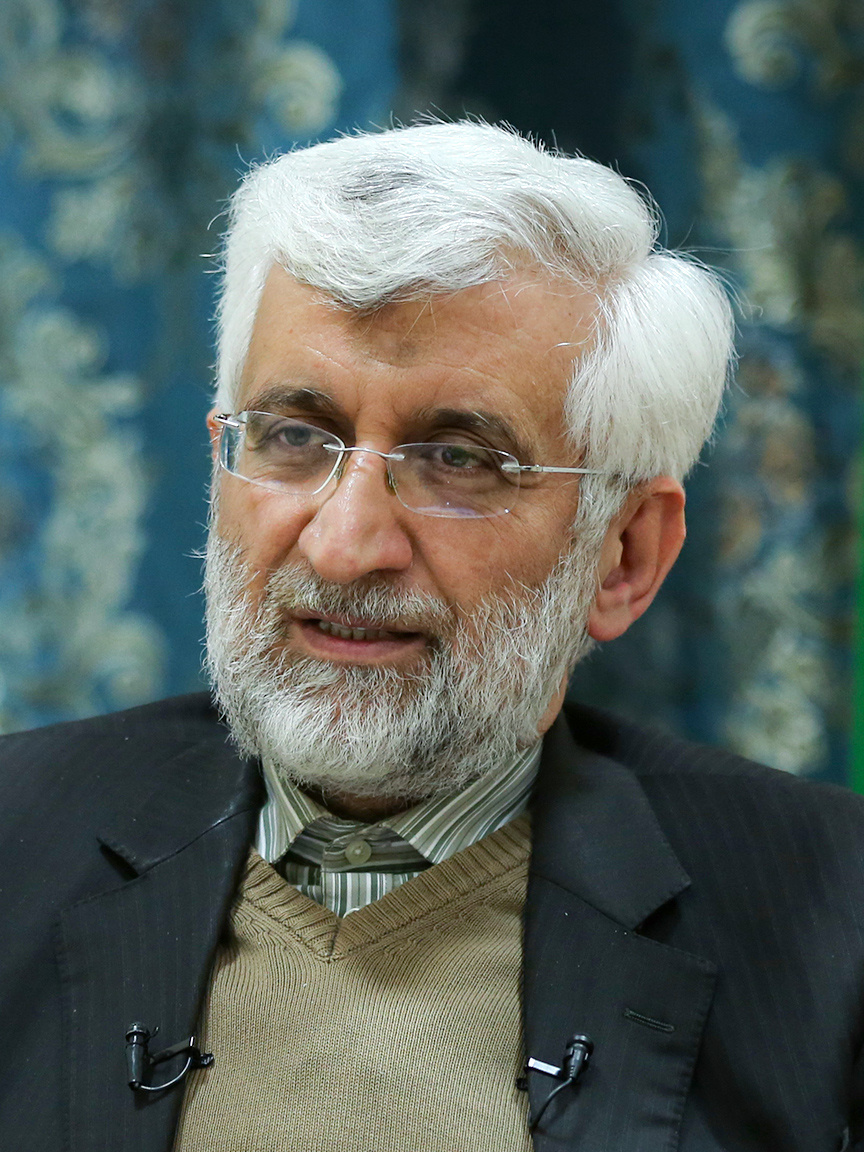
Saeed Jalili

Saeed Jalili (persiska: سعید جلیلی), född 6 september 1965 i Mashhad, är en iransk politiker, islamist och diplomat. Mellan 2007 och 2013 var han sekreterare i Irans nationella säkerhetsråd, och som sådan landets högste förhandlare i den omstridda frågan om Irans kärnenergiprogram och deras eventuella kärnvapenprogram. Jalili var tidigare biträdande utrikesminister för europeiska och amerikanska frågor, och har ställt upp som kandidat i flera iranska presidentval.

## Biografi
Jalili har en doktorsexamen i statsvetenskap från Imam Sadiq-universitetet i Teheran. Efter examen tjänstgjorde han i Iran–Irak-kriget som Basij-volontär. Under striderna skadades han allvarligt och förlorade den nedre delen av högra benet.
Efter kriget började Jalili arbeta som universitetslektor vid sitt alma mater. 1989 började han arbeta vid utrikesministeriet. År 2001 utsågs han till chef för den politiska planeringen i ministeriet av Irans högste ledare, ayatolla Ali Khamenei. Efter valet av Mahmoud Ahmadinejad till president i augusti 2005 blev Jalili utnämnd till presidentrådgivare samt biträdande utrikesminister för europeiska och amerikanska frågor.
Jalili har varit en medlem av högsta nationella säkerhetsrådet sedan 2002. I oktober 2007 ersatte han Ali Larijani som sekreterare i rådet och blev ansvarig för internationella förhandlingar om Irans kärnenergiprogram. Som sådan mötte han ofta EU:s förhandlare Javier Solana och Catherine Ashton.

## Presidentkandidaturer
Politiskt har Jalili har öppet stöd från Irans styrande etablissemang, en koalition av konservativa ayatollor och revolutionsgardets befälhavare, kända som traditionalister. Då han ställde upp i presidentvalet 2013, där han slutade trea, hjälpte medlemmar i Basij-milisen till att organisera hans kampanj. Han beskrevs inför valet 2013 som den mest hårdföra av de åtta kandidater som Väktarrådet godkände, och uttryckte ovilja att kompromissa med väst över frågor som Irans kärnenergiprogram och engagemang i Syrien.
Jalili ställde åter upp i presidentvalet 2021, men kom då att dra tillbaka sin kandidatur och ställa sig bakom Ebrahim Raisi. Han kandiderade också i presidentvalet 2024, där han tog sig till en avgörande andra valomgång, men förlorade mot den mer reformistiskt sinnade kandidaten Masoud Pezeshkian.